# 11. Sinfonie (Schostakowitsch)
Die 11. Sinfonie in g-Moll op. 103 von Dmitri Schostakowitsch ist eine Sinfonie in vier Sätzen. Sie trägt den Untertitel Das Jahr 1905.

## Werkgeschichte
Schostakowitsch stellte seine elfte Sinfonie am 30. Oktober 1957 dem sowjetischen Publikum vor. Es spielte das Staatliche Symphonieorchester der UdSSR in Moskau unter der Leitung von Natan Rachlin.
Vier Jahre nach dem Tod Stalins war es die zweite Sinfonie, die sich kritisch mit der Geschichte Russlands auseinandersetzte. Die Sinfonie setzt dem „Petersburger Blutsonntag“, an dem es zu einem von der Palastwache des Zaren verübten Massaker an demonstrierenden Arbeitern kam, ein Denkmal.

## Aufbau und Analyse
Das Werk ist in vier Sätze gegliedert und erinnert damit an die Struktur einer „klassischen“ Sinfonie, allerdings gibt es kein „Scherzo“ im ursprünglichen Sinn; zudem gehen die Sätze, die „langsam/schnell/langsam/schnell“ gesetzt sind, attacca ineinander über, um die erzählte Geschichte nicht zu unterbrechen.
1. Дворцовая площадь (Der Palastplatz): Adagio
2. 9-е января (Der 9. Januar): Allegro – Adagio – Allegro – Adagio
3. Вечная память (Ewiges Andenken): Adagio
4. Набат (Sturmgeläut): Allegro non troppo – Allegro – Moderato – Adagio – Allegro

Der erste Satz schildert die gespannte Atmosphäre auf dem kalten Schlossplatz („lange Akkorde“, „leise Melodie“), die Motive von Volksliedern stellen das Volk, seine Gefühle und Erwartungen dar.
Im zweiten Satz werden zunächst die Demonstration des Volkes und schließlich die Schüsse der aufmarschierten Soldaten auf die demonstrierende Volksmenge („Streicherfuge“, „Blech, Schlagwerk“) geschildert. Am Ende des Satzes wird das Thema des ersten Satzes wieder aufgenommen – die Ruhe nach dem Sturm.
Die Trauer über die Opfer wird im dritten Satz mit dem verwendeten Arbeiterlied „Unsterbliche Opfer“ zum Ausdruck gebracht.
Der vierte Satz ist ein Blick in die Zukunft und bringt die Hoffnung auf politische Veränderung zum Ausdruck.
Alle Sätze zitieren immer wieder Motive russischer Volkslieder.